# Kurt Goldstein
Kurt Goldstein (ur. 6 listopada 1878 w Katowicach, zm. 19 września 1965 w Nowym Jorku) – niemiecko-amerykański neurolog i psychiatra pochodzenia żydowskiego, uważany za pioniera w dziedzinach neuropsychologii i psychosomatyki.

## Życiorys
Był siódmym z dziewięciorga dzieci handlarza drewnem Abrahama i jego żony Rosalie z domu Cassirer. Jego starszym kuzynem był bratanek jego matki, późniejszy filozof, Ernst Cassirer.
Kilka lat przed urodzeniem Kurta Goldsteinowie zamieszkali w Katowicach w nowo wybudowanej, luksusowej willi z dużym ogrodem, usytuowanej przy dzisiejszym Placu Wolności 12a, znanej później jako Pałac Goldsteinów. Choć byli z pochodzenia żydami, religia nie odgrywała w ich domu znaczącej roli. Tym nie mniej Kurt Goldstein rozpoczął edukację od prywatnej elementarnej szkoły hebrajskiej, mieszczącej się przy dzisiejszej ul. Młyńskiej, którą kierował wybitny talmudysta Jacob Cohn, pierwszy rabin katowickiej żydowskiej gminy wyznaniowej. Następnie uczęszczał do katowickiego gimnazjum klasycznego, w którym wiosną 1898 r. złożył egzamin maturalny.
Kurt, być może pod wpływem starszego o cztery lata kuzyna, Ernsta Cassirera, studiował początkowo filozofię na uniwersytecie w Heidelbergu, jednak po jednym semestrze zmienił kierunek studiów na medycynę, którą ukończył we Wrocławiu w 1903 roku. Doktoryzował się pod kierunkiem, urodzonego w Tarnowskich Górach, profesora Carla Wernickego. W tym czasie zdał państwowy egzamin lekarski i rozpoczął praktykę. W latach 1906–1914 pracował w klinice psychiatrycznej w Königsbergu. W czasie I wojny światowej utworzył klinikę dla żołnierzy z zaburzeniami neurologicznymi oraz psychologicznymi, powstałymi w wyniku wojny. Stworzył także instytut badawczy, który zajmował się badaniem urazów mózgu i ich wpływem na mowę i pamięć. Zarówno instytut, jak i klinika działały przy Instytucie Neurologicznym Uniwersytetu we Frankfurcie. Pozostawały one pod kierownictwem Goldsteina do 1930. W 1933 roku otrzymał tytuł profesora na Uniwersytecie Berlińskim. Po przejęciu władzy przez Hitlera w tym samym roku profesor został aresztowany, a następnie zmuszony do emigracji. Wyjechał najpierw do Amsterdamu, gdzie tworzył swoją zasadniczą pracę Der Aufbau des Organismus (Budowa organizmu). Publikacja książki nastąpiła w 1934 roku w Niemczech, a w 1939 roku wydano jej tłumaczenie na rynku amerykańskim. Goldstein podczas pracy był przez rok wspierany finansowo przez Rockefeller Foundation.
W roku 1935 Goldstein wyemigrował na stałe do USA, gdzie w 1940 przyjął obywatelstwo amerykańskie, pracował m.in. na Harvard University i Columbia University, Uniwersytet Brandeisa, Uniwersytet Tufts.

### Życie prywatne
W 1905 roku poślubił Idę Zuckermann, z którą miał trzy córki. Małżeństwo jednak rozpadło się i para rozwiodła się w czerwcu 1934 roku, a 8 sierpnia tego samego roku Goldstein ożenił się ze swoją studentką Evą Rothmann, córką neurologa Maxa Rothmanna. Zmarł 19 września 1965 w New York City.

## Osiągnięcia
Jego najważniejszą książką była Budowa organizmu (Der Aufbau des Organismus), w której podkreślił całościowy punkt widzenia człowieka i związki psychosomatyczne; jej aktualność dokumentuje niedawne jej angielskojęzyczne wznowienie, do którego wstęp napisał Oliver Sacks. Goldstein prowadził prace naukowe z zakresu teorii Gestalt razem z ośrodkami we Frankfurcie i Berlinie, m.in. z Adhémarem Gelbem. Był wraz z Maxem Wertheimerem, Wolgangiem Köhlerem i Kurtem Koffką współwydawcą czasopisma „Psychologische Forschung”. Od 1959 roku był członkiem rzeczywistym Amerykańskiej Akademii Sztuk i Nauk w Cambridge.

## Publikacje
- Das Symptom, seine Entstehung und Bedeutung für unsere Auffassung vom Bau und von der Funktion des Nervensystems, Archiv für Psychiatrie, 76, 1925, S. 84–108 (1925)
- Über Aphasie (Sonderabdruck aus dem Schweizer Archiv für Neurologie und Psychiatrie, XIX, 1 u. 2, 1926) Zürich; Leipzig; Berlin: Orell Füssli (1927)
- Der Aufbau des Organismus. Einführung in die Biologie unter besonderer Berücksichtigung der Erfahrungen am kranken Menschen, Haag: Nijhoff (1934)
- Selected Papers / Ausgewählte Schriften, Ed. by Aron Gurwitsch, Else M. Goldstein Haudek, William E. Haudek. Haag: Nijhoff (1971)
- Goldstein K, Gelb A (red.), Psychologische Analysen hirnpathologischer Fälle. Erster Band, Leipzig: Barth (1920)
- Human Nature in the Light of Psychopathology, Harvard: University Press, Cambridge Mass (1940)
- Goldstein K, Scheerer M., Abstract and Concrete Behavior. An Experimental Study With Special Tests, In: Psychological Monographs, ed. by John F. Dashell, Vol. 53/1941, No. 2 (No. 239), S. 1–151. (1941)
- The Mental Changes due to Frontal Lobe Damage, J. Psychol. 17, 187-208 (1944)
- Goldstein K, Hanfmann E, Rickers-Ovsiankina, Case Lanuti. Extreme Concretization of Behavior Due to Damage of the Brain Cortex, [w:] Psychological Monographs, ed. by John F. Dashell, Vol. 57/1944, No. 4 (No. 264), S. 1–72 (1944)
- Goldstein K, Scheerer M, Rothmann E., A Case of „Idiot Savant”. An Experimental Study of Personality Organization, [In:] Psychological Monographs, ed. by John F. Dashell, Vol. 58/1945, No. 4 (No. 269), S. 1–63 (1945)
- Language and Language Disturbances, Grune and Stratton, New York, 14 (1948)
- Frontal Lobotomy and Impairment of Abstract Attitude, J. Nerv. Ment. Dis. 110, 93-111 (1949)